# 容基耶尔圣樊尚
容基耶尔圣樊尚（法語：Jonquières-Saint-Vincent，法語發音：[ʒɔ̃kjɛʁ sɛ̃ vɛ̃sɑ̃]）是法国加尔省的一个市镇，位于该省东部，属于尼姆区。

## 地理
容基耶尔圣樊尚（43°49'41"N, 4°33'48"E）面积21.32 平方千米，位于法国奧克西塔尼大區加尔省，该省份为法国南部沿海省份，南端濒地中海，北起顺时针与阿尔代什省、沃克吕兹省、罗讷河口省、埃罗省、阿韦龙省和洛泽尔省接壤。
与容基耶尔圣樊尚接壤的市镇（或旧市镇、城区）包括：博凯尔、孔普斯、梅讷、蒙弗兰、勒代桑。

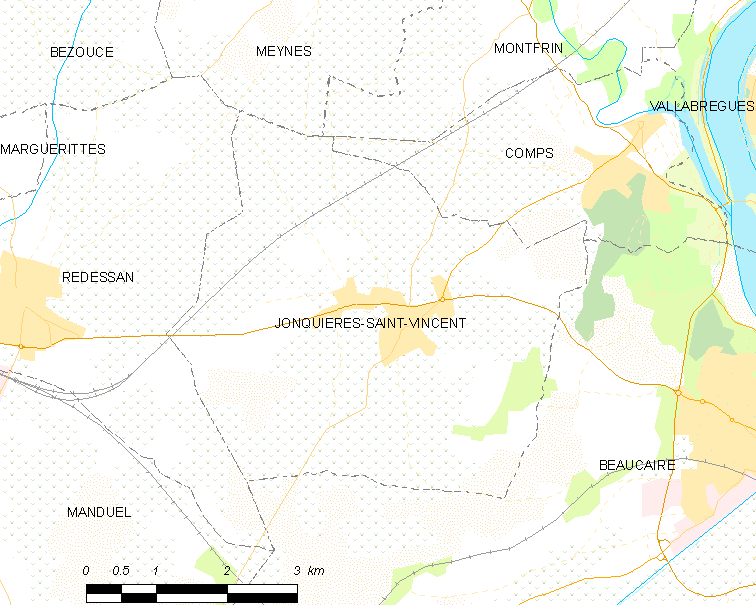
容基耶尔圣樊尚的OSM定位图

容基耶尔圣樊尚的时区为UTC+01:00、UTC+02:00（夏令时）。

## 行政
容基耶尔圣樊尚的邮政编码为30300，INSEE市镇编码为30135。

## 政治
容基耶尔圣樊尚所属的省级选区为博凯尔县。

## 人口

1962-2008年间容基耶尔圣樊尚人口变化图示

容基耶尔圣樊尚于2022年1月1日时的人口数量为3886人。